# 癒傷組織

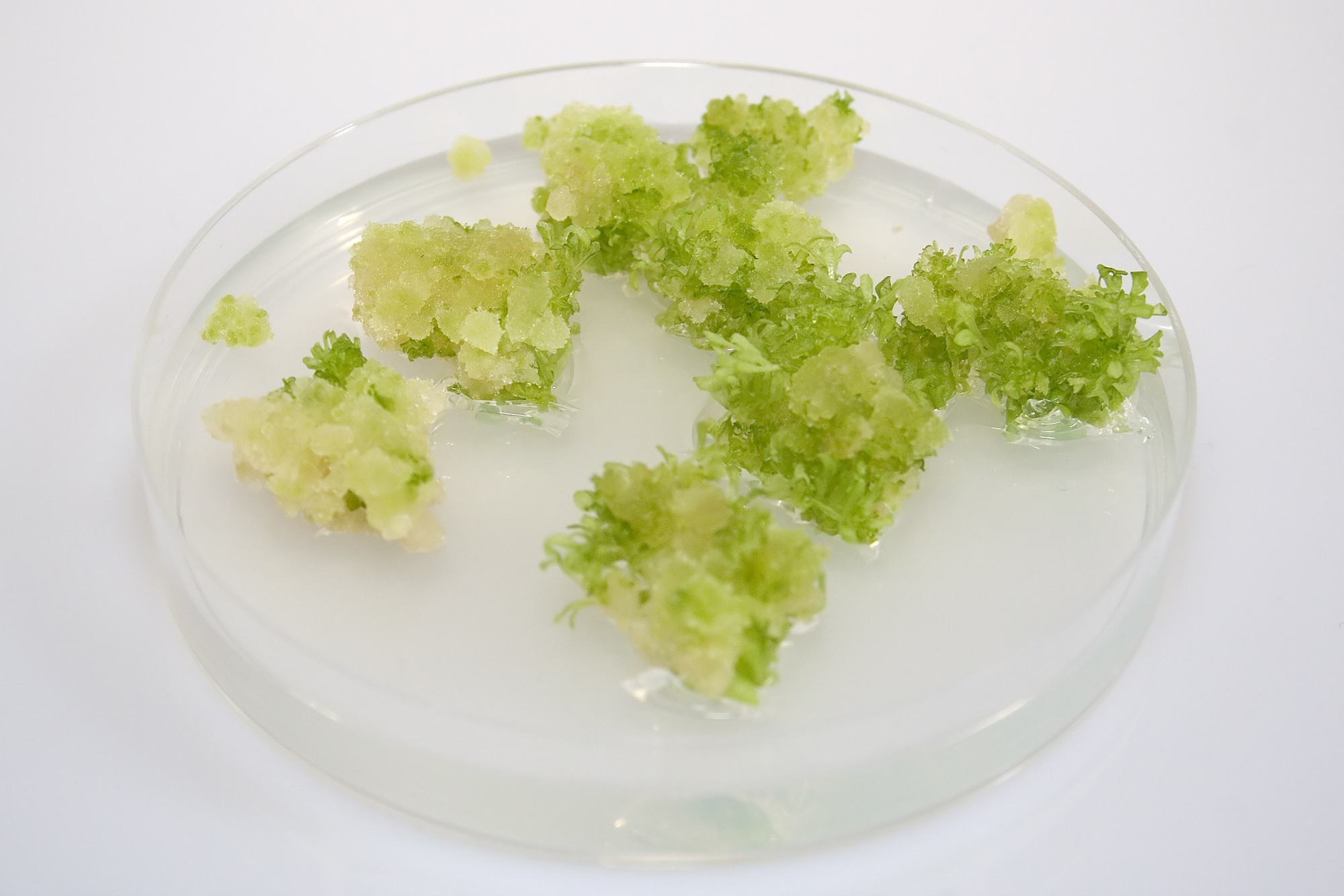
培养中的烟草（Nicotiana tabacum）薄壁组织

愈伤组织（英語：plant callus，callus）是植物中由薄壁細胞組成且未形成特定結構的组织，通常出现于植物的伤口处。在研究中，可以使用灭菌后的植物组织样品（外植体）诱导愈伤组织形成，然后置于封闭的培养容器如培养皿中，在组织培养基上进行體外培养。

## 研究歷史
十八世紀的法國植物學家亨利·路易·迪阿梅尔·迪蒙索觀察榆樹傷口癒合的過程，首次描述了愈伤组织形成的現象。1939年，三位研究者各自成功在體外誘導癒傷組織的形成。